# Carolee Carmello
Carolee Carmello (nascuda com Carolee Ann Carmello l'1 de setembre de 1962 a Albany, New York) és una actriu estatunidenca més coneguda per les seves actuacions en musicals de Broadway i per interpretar el paper de Maple LaMarsh a la sèrie Remember WENN (1996–1998). Ha estat nominada al premi Tony tres vegades i cinc per al Drama Desk, guanyant el 1999 el Premi Drama Desk per a actriu destacada en un musical.

## Carrera
Carmello es va graduar a la Universitat d'Albany amb un títol en administració d'empreses.
Carmello va debutar a Broadway en un petit paper a City of Angels i va tornar a tancar l'espectacle en el paper de "Oolie / Donna". Va deixar la City of Angels per ocupar el paper de Florence a la gira de Chess, des de gener de 1990 fins a maig de 1990. Va interpretar "Cordelia, la botiguera kosher" a la companyia original de Falsettos, de Broadway, i també va interpretar Abigail Adams en el revival del 1776. A la companyia de Broadway de The Scarlet Pimpernel va ser una substituta en el paper de "Marguerite St. Just". Va crear el paper de Lucille Frank a Parade al Lincoln Center, pel qual va guanyar el Premi Drama Desk 1999 per a una actriu destacada en un musical (empatada amb Bernadette Peters) i va ser nominat al premi Tony de la millor actriu en un musical. A continuació, va venir "Kate" a la revifació de Broadway de Kiss Me, Kate i "Ms. Pennywise" a Urinetown. Va protagonitzar "Gabrielle" a Lestat, per la qual va rebre nominacions al Drama Desk Award per a destacada actriu destacada en un musical i al premi Tony a la millor actriu protagonista de musical.
Va aparèixer com a Donna Sheridan a Mamma Mia! diverses vegades, unint-se a l'espectacle inicialment a l'octubre de 2004. Va tornar a formar part del repartiment com Donna el setembre del 2006, prenent una excedència del 14 de març del 2007 al 13 de maig del 2007 per aparèixer en una versió inicial de Saving Aimee.
Carmello va originar el paper d'Alice Beineke a la versió musical The Addams Family. Per aquest paper va ser nominada al Premi Drama Desk i al Outer Critics Circle Award per a una actriu destacada en un musical.
Va assumir el paper de Madre Superior de Victoria Clark a la producció de Broadway de Sister Act el 19 de novembre de 2011. El 2012 va interpretar el paper d'Aimee Semple McPherson al musical Scandalous, pel qual va rebre una nominació per a un Drama Desk i pel Premi Tony com a millor actriu principal en un musical. Va interpretar el paper de Mrs. du Maurier al musical Finding Neverland de Broadway des de març de 2015 fins a febrer de 2016, i va ser nominada al premi de la Drama Desk per a la millor actriu de repartiment en un musical.
Carmello va aparèixer en el paper de Mae Tuck a l'adaptació musical de Broadway de Tuck Everlasting, l'abril de 2016 al Broadhurst Theatre. Després de la seva clausura al maig, va tornar a Finding Neverland el 5 de juliol de 2016, durant les darreres sis setmanes del programa.
Carmello s'uní a la gira nacional dels Estats Units de Hello, Dolly, interpretant Dolly Levi a partir del 24 de setembre de 2019.

## Vida personal
Està divorciada de l'actor Gregg Edelman. Van tenir dos fills. Actualment resideix a Leonia, New Jersey.

## Crèdits teatrals

### Broadway
Fonts: Playbill BroadwayWorld
| Any(s)  | Producció             | paper                     | Localització            |
| ------- | --------------------- | ------------------------- | ----------------------- |
| 1989    | City of Angels        | Ensemble/Oolie/Donna      | Virginia Theatre        |
| 1992–93 | Falsettos             | Cordelia                  | John Golden Theatre     |
| 1997–98 | 1776                  | Abigail Adams replacement | Gershwin Theatre        |
| 1998–99 | Parade                | Lucille Frank             | Vivian Beaumont Theatre |
| 1999–00 | The Scarlet Pimpernel | Marguerite St. Just       | Neil Simon Theatre      |
| 2001    | Kiss Me, Kate         | Lilli Vanessi/Katharine   | Martin Beck Theatre     |
| 2003–04 | Urinetown             | Penelope Pennywise        | Henry Miller's Theatre  |
| 2004    | Mamma Mia!            | Donna Sheridan            | Winter Garden Theatre   |
| 2006    | Lestat                | Gabrielle                 | Palace Theatre          |
| 2006–07 | Mamma Mia!            | Donna Sheridan            | Winter Garden Theatre   |
| 2010–11 | The Addams Family     | Alice Beineke             | Lunt-Fontanne Theatre   |
| 2011–12 | Sister Act            | Mother Superior           | Broadway Theatre        |
| 2012    | Scandalous            | Aimee Semple McPherson    | Neil Simon Theatre      |
| 2015–16 | Finding Neverland     | Madame du Maurier         | Lunt-Fontanne Theatre   |
| 2016    | Tuck Everlasting      | Mae Tuck                  | Broadhurst Theatre      |
| 2016    | Finding Neverland     | Madame du Maurier         | Lunt-Fontanne Theatre   |

### Gires per Estats Units
- Big River com Mary Jane Wilkes (1987)[24]
- Les Misérables (1987)[25]
- Falsettos com Trina (1993)[26]
- Chess com Florence (January 1990-May 1990)[27][2]
- Hello, Dolly! com Dolly Gallagher Levi (beginning September 24, 2019)

### Regional
- Bells are Ringing Reprise! (Los Angeles), 1999[28]
- The King and I Paper Mill Playhouse (Millburn, NJ), 2002[29]
- On The Twentieth Century as Lily Garland, Reprise! (Los Angeles), 2003[30]
- Baby as Arlene Paper Mill Playhouse (Millburn, NJ) 2004[31]
- Saving Aimee Signature Theatre (Arlington, Virginia) 2007[32]
- Little Shop of Horrors Charles Playhouse (Boston, MA)
- Scandalous (Pavilion Theatre (Glasgow / UK)
- The Music Man (Schenectady Light Opera)[33]
- Grease com Sandy (Pittsburgh C.L.O) 1989[34]
- Tuck Everlasting (Alliance Theatre, Atlanta Georgia), 2015[35]
- Gypsy at Broadway At Music Circus in Sacramento, California 2018[36]